# Irsko na Letních olympijských hrách 1952
Irsko se účastnilo Letní olympiády 1952 ve finských Helsinkách.

## Medailisté
| Medaile | Jméno        | Sport | Soutěž                         |
| ------- | ------------ | ----- | ------------------------------ |
| Stříbro | John McNally | Box   | muži váha bantamová – do 56 kg |